# NGC 7381
NGC 7381 (другие обозначения — PGC 69828, ESO 603-17, MCG -3-58-7A) — галактика в созвездии Водолей.
Этот объект входит в число перечисленных в оригинальной редакции «Нового общего каталога».